# KickassTorrents
O KickassTorrents (por vezes abreviado como KAT) é um site fundado em 2008 que fornece arquivos de torrent e links magnéticos para facilitar a partilha de ficheiros peer-to-peer usando o protocolo BitTorrent. Em novembro de 2014, o KAT tornou-se o site torrent mais visitado no mundo, ultrapassando o The Pirate Bay, segundo o ranking Alexa.

## Histórico

### Antecedentes
Em outubro de 2015, Portugal contornou os seus tribunais e fez um acordo voluntário entre ISPs (MEO, NOS, Vodafone e Cabovisão), até então os titulares de direitos e do Ministério da Cultura, visando bloquear o acesso à KAT (e também para a maioria dos outros sites populares de BitTorrent).
Em 20 de julho de 2016, o Departamento de Justiça dos Estados Unidos anunciou que tinha apreendido o domínio KAT.cr e também identificado o seu alegado proprietário. Artem Vaulin, um homem ucraniano de 30 anos (conhecido online como "TIRM") foi detido na Polônia depois de ter sido acusado de quatro-contra indiciamentos criminais norte-americanos. Os domínios restantes foram colocados offline voluntariamente após o domínio KAT.cr ter sido apreendido. Após esta ação, múltiplos mirrors não oficiais foram colocados online, sendo que estes não possuíam ligação com a original (que foram incitando os utilizadores de terem cuidado). Entretanto, um tanto destes mirrors já foram fechados.
A queixa criminal, aberta no Tribunal Distrital dos Estados Unidos para o Distrito Norte de Illinois, pela Homeland Investigações de Segurança, disse que estava na posse de cópias completas de discos rígidos do KAT, incluindo o servidor de e-mail. A investigação sugeriu que KAT conseguiu mais de 12 milhões de dólares por ano em receitas de publicidade.

### Ressurgimento
Em meados de dezembro de 2016, alguns dos ex-funcionários e moderadores do KAT lançaram um site com uma aparência similar ao original, que incluía uma pequena fração dos torrents anteriores em seu histórico, enquanto tinha uma base de dados limpa para o usuário. O endereço do site é katcr.co (visando ser uma  "homenagem" ao endereço web final da KAT).

### Nova Era
Atualmente o site fornece vários espelhos de domínios. O mais recente é o Kickass Hydra, no qual usuários com geo-localização proibida podem dele usufruir livremente. Em sua página inicial, pode-se ler a seguinte mensagem: This is Kickass Hydra, to avoid censorship we made this Hydra! We are KAT, Kickass, Kickass Torrents and we'll always be! We have about 20 domains on this Hydra.